# Fosforybozylotransferaza hipoksantynowo-guaninowa

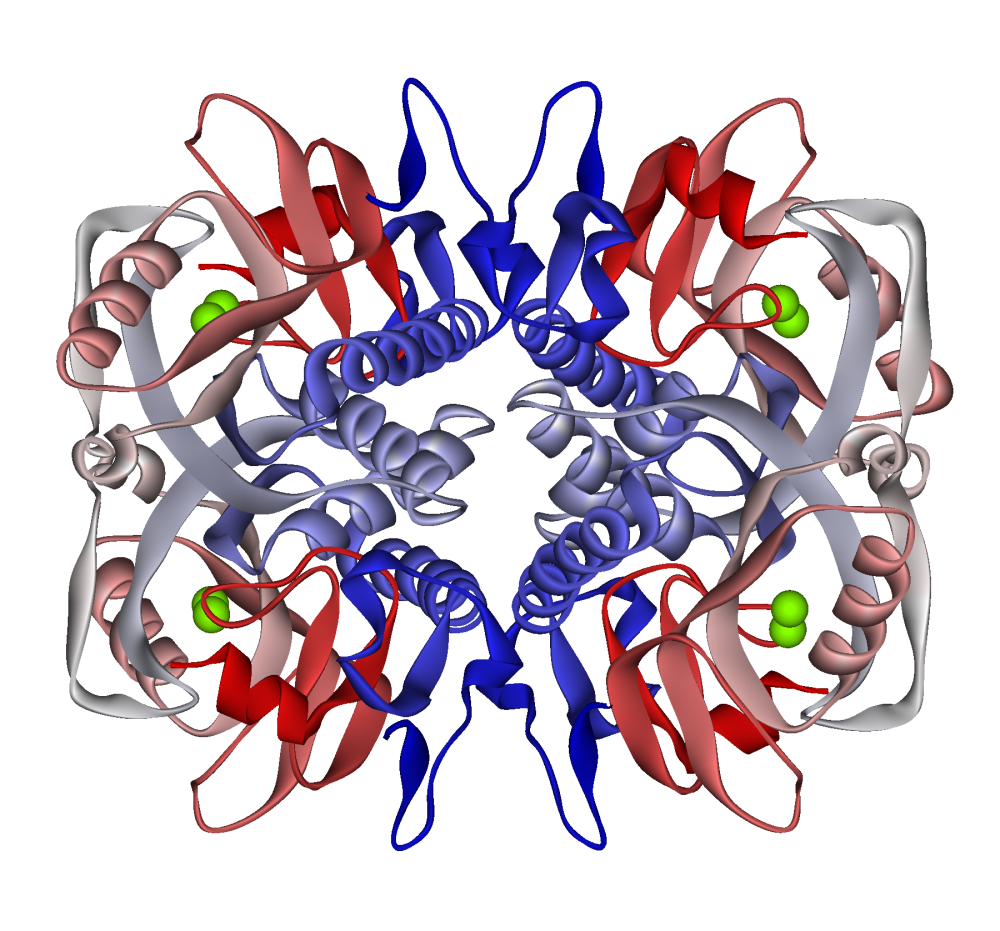
Diagram wstążkowy tetrameru fosforybozylotransferazy hipoksantynowo-guaninowej (jony magnezu zaznaczone na zielono)

Fosforybozylotransferaza hipoksantynowo-guaninowa, HGPRT  (z ang. hypoxanthine-guanine phosphoribosyltransferase), HPRT – enzym (EC 2.4.2.8) uczestniczący w metabolizmie puryn. Przekształca hipoksantynę do monofosforanu inozyny (IMP), a u pewnych gatunków także guaninę do monofosforanu guanozyny (GMP). Niektóre formy HGPRT przekształcają również ksantynę do monofosforanu ksantozyny (XMP).
Zadaniem enzymu jest głównie odzyskiwanie puryny ze zdegradowanego DNA do ponownej syntezy nukleotydów. W tym znaczeniu działa jako katalizator reakcji pomiędzy guaniną a 5-fosforybozylo-1-pirofosforanem (PRPP) w tworzeniu GMP.

## Gen
Gen HGPRT1 (fosforybozylotransferazy hipoksantynowo-guaninowej) znajduje się na chromosomie X w locus Xq26-q27.2. Gen ma długość około 44 kilopar zasad i zawiera 9 eksonów.

## Patologia
Mutacje genu HGPRT stwierdzono u chorych z zespołem Lescha-Nyhana i niektórymi postaciami dny.